# دهستان دولت‌آباد (مرند)
دهستان دولت‌آباد (مرند) نام دهستانی در بخش مرکزی شهرستان مرند، استان آذربایجان شرقی در ایران است. براساس سرشماری مرکز آمار ایران در سال ۱۳۸۵، جمعیت آن ۱۳۰۲۲ نفر (۳۲۳۰ خانوار) بوده‌است.